# Kaolack (departamento)
Kaolack é um departamento da região de Kaolack, no Senegal.